# Cryptonanus
Cryptonanus — рід ссавців з родини опосумових. Етимологія: дав.-гр. κρυπτός — «прихований», νᾶνος — «карлик».

## Морфологічна характеристика
Голова й тулуб завдовжки 82–111 мм, хвіст завдовжки 108–135 мм, вага 14–40 грамів. Волосяний покрив зверху коричнюватий, червонувато-коричневий чи сірувато-коричневий, а знизу — білуватий, жовтувато-коричневий чи помаранчевий. Очі вузько оточені темним кільцем, контрастуючи з блідим забарвленням щік. Хвіст здається голим, він рідко вкритий короткими волосинами, він темний зверху й блідіший знизу. Очі й вуха великі, мордочка загострена.

## Середовище проживання
Проживають у Південній Америці від Болівії до Уругваю та східної Бразилії. Живуть у лісистих районах і на вологих луках.

## Спосіб життя
Про спосіб життя мало що відомо.

## Систематика
Cryptonanus
- вид Cryptonanus agricolai
- вид Cryptonanus chacoensis типовий
- вид Cryptonanus guahybae
- вид †Cryptonanus ignitus
- вид Cryptonanus unduaviensis